# Louis René Vialy

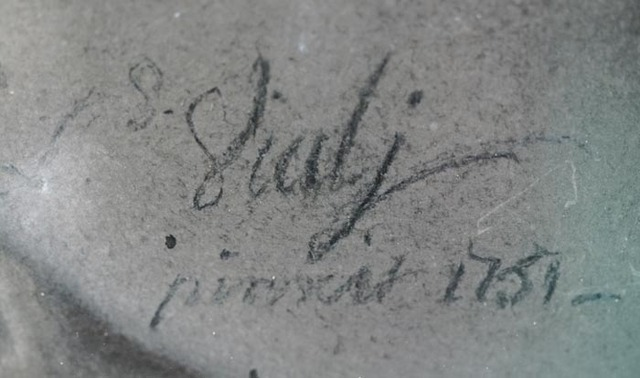
Firma di Vialy (1751)

Louis-René Vialy talvolta scritto anche Vially, Viali o Viallis (Aix-en-Provence, 1680 – Parigi, 17 febbraio 1770) è stato un pittore francese.

## Biografia
Figlio di Jacques Vialy, pittore siciliano nato a Trapani ma trasferitosi in Provenza, Louis-René Vialy nacque ad Aix-en-Provence. Iniziò la sua carriera decorando sedie portantina, come attesta Mariette, il quale scrisse che "era un gusto molto popolare in Provenza avere sedie portantina ornate". Suo padre fu naturalizzato suddito francese con lettere registrate alla corte dei conti di Aix-en-Provence nel 1720 e morì ad Aix il 25 dicembre 1745 all'età di 95 anni. Fu sepolto il giorno successivo nell'antica chiesa parrocchiale di La Madeleine, accanto a Jean-Baptiste van Loo, morto il 29 settembre dello stesso anno.
Louis-René all'inizio studiò con il padre e frequentò molto spesso lo studio dei Vernet. Antoine Vernet, pittore decorativo, era un amico di famiglia del padre di Louis. Louis-René è normalmente nominato come tutore del giovane pittore marino Joseph Vernet ma in realtà si trattava di Jacques. Louis-René nel 1752 dipinse un ritratto a pastello di Vernet e possedeva diversi suoi dipinti, come i due esposti al Salon del 1757. Mariette lo cita anche come tutore dell'incisore Jean-Joseph Balechou.

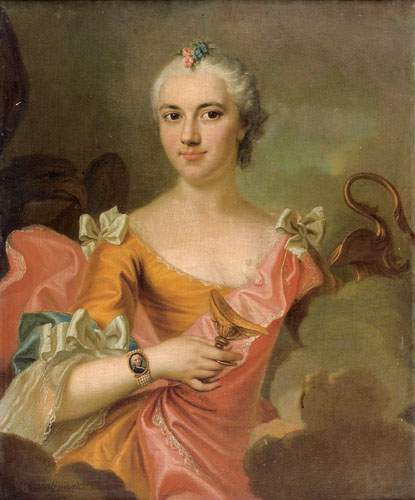
Ritratto di donna vestita da Ebe (1753)

Vialy sembra essersi stabilito a Parigi intorno al 1750, in rue d'Argenteuil, dietro la Chiesa di Saint-Roch. Il suo stile di ritrattista influenzò e fu influenzato dai saloni dell'Académie Royale de Saint-Luc, dove espose nel 1752, 1753 e 1756 con i titoli "peintre du Roi" e membro dell'Académie de Saint-Luc. In un primo momento, però, lavorò per il famoso ritrattista Hyacinthe Rigaud, nel cui studio fu trovato nel 1712 e nel 1714 sotto il nome di "Vial". Allora aveva solo 32 anni. Questo viaggio non sembra oggi apocrifo, poiché si conoscono i rapporti tra il pittore catalano e la famiglia Van Loo, durante il suo viaggio a Lione e poi a Parigi. Alla sua morte, Louis-René Vialy si trovava ancora in rue des Aveugles, nella parrocchia di Saint Sulpice, sopra un negozio di barbiere.

## Stile
Vialy sembra abbia lavorato principalmente a pastello, anche se sono note alcune sue opere a olio su tela. Nel suo Dictionnaire des Pastellistes, Neil Jeffarès descrive le immagini create da Vialy come "facilmente riconoscibili: poco espressive come quelle di Pierre Allais, si distinguono per una certa dolcezza. [...] Gli occhi sono liquidi con la luce degli oli nel punto bianco abbastanza alto a sinistra. Aveva un trattamento distintivo dei tessuti con pieghe strette e riflessi". La tecnica pastello di Vialy corrispondeva al gusto del suo tempo, ereditando le sue attitudini ai ritratti a 3/4 dai suoi contemporanei e da Louis Vigée. Al contrario, le sue tele adottano pose che hanno un chiaro debito con Rigaud, come il suo Ritratto di una donna come Ebe (venduto nel 2007) e di altri artisti. Questo è in particolare il caso del suo ritratto del reggente, dal dipinto del 1717 di Jean-Baptiste Santerre, di cui una copia è ora conservata al Prado di Madrid.

## Opere

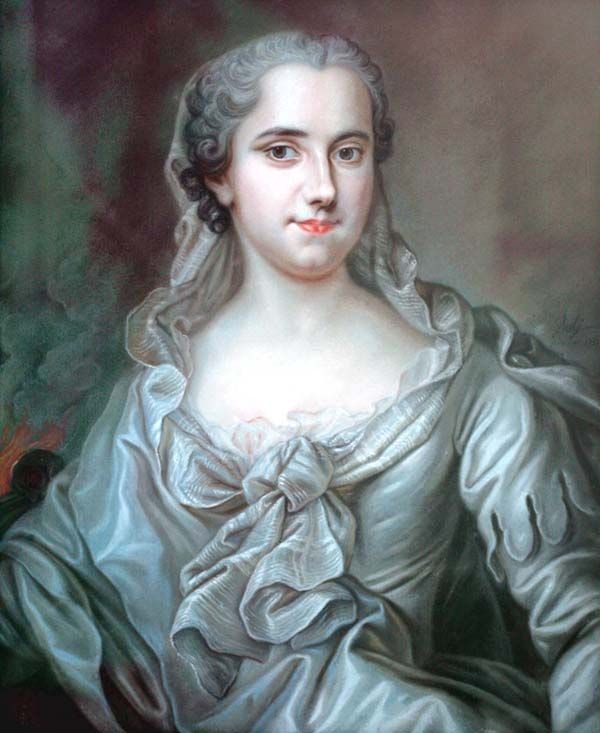
Angélique-Louise La Rochefoucauld viscontessa di Vence come vestale (1751)

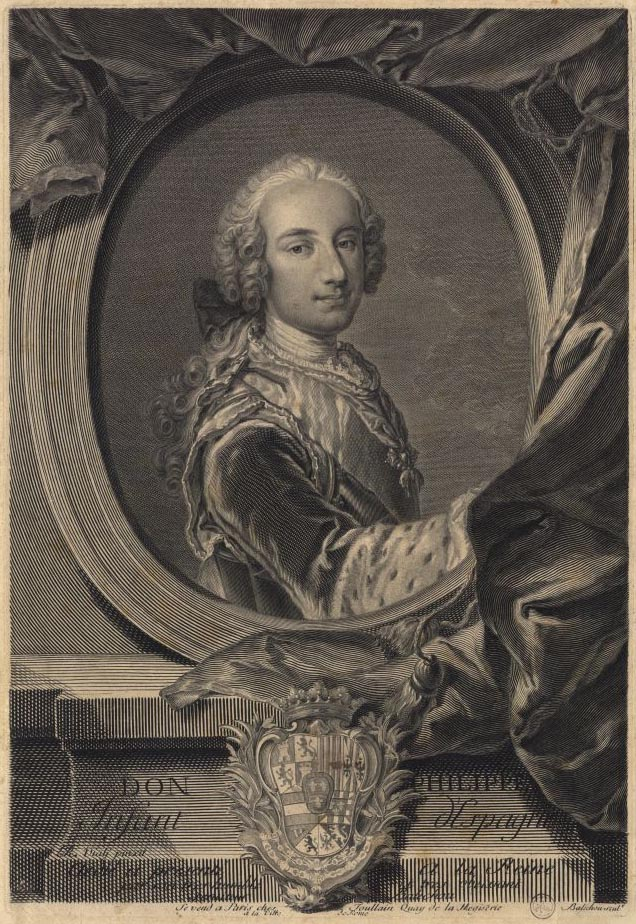
Don Filippo, infante di Spagna, inciso da Jean-Joseph Balechou (1740)

Vialy espose principalmente ai Salon dell'Académie de Saint-Luc.

### Salon del 1752
- 230. Ritratto di M. le Comte de Vance, colonnello del Régiment Royal Corse, Maréchal de Camp degli eserciti di Sua Maestà.[12]
- 231. Ritratto di Angélique-Louise La Rochefoucauld (1733–1794), viscontessa di Vence come vestale. Pastello, 49 x 59 cm. Firmato "Vialj / pinxit 1751 -". Venduto a Parigi, Pascal Blouet, 26 febbraio 2006, lotto 15.
- 232. Ritratto di M. Duriny, Nunzio di Sua Santità alla Corte di Francia.[13]
- 233. Ritratto di M. le Comte de Bonneval, pascià, governatore di Karaman.
- 234. Ritratto di M. ***
- 235. Ritratto di M. de***
- 236. Ritratto di Mademoiselle*** come Musa, con tutti gli attributi di Melpomene e Talia, seduta ai piedi del monte Parnaso

### Salon del 1753
- 133. Ritratto di Dom Philippe, Infante di Spagna, duca di Parma.[14]
- 134. Ritratto di M. le Chevalier de Perrin.[15]
- 135. Ritratto di M. Danthoine, tesoriere e primo scudiero di Madame l'Infanta, duchessa di Parma.
- 136. Ritratto di M. Duchesneau, Cavaliere dell'Ordre Hospitalier de Saint-Lazare.[16]
- 137. Ritratto di M. Desilant.
- 138. Ritratto di M. Destourettes, agente del Comune di Avignone.[17]
- 139. Ritratti di M. Franque, Architetto dell'Hôtel Royal des Invalides[18] e di sua moglie.
- 140. Ritratto di M. Hemmery.[19]
- 141. Doppi ritratti di Mme de Torram e di suo fratello. Ritratto di Mademoiselle ***, vestita da greca antica.

### Salon del 1756
- 87. Tre schizzi di scene mitologiche. Il primo mostra Diana che sorprende il pastore addormentato Endimione; il secondo mostra le metamorfosi di Clytie in un girasole; il terzo mostra Vulcano e Venere nelle Fucine di Lemno, con i Ciclopi che forgiano le armi di Achille.
- 88. Quattro dipinti di paesaggi marini, paesaggi e quattro scene storiche, figure e animali. Il paesaggio marino mostra il tramonto; una nave che entra in un porto, con altre all'ancora; altri edifici, navi, barche e chalops, figure di diverse nazioni sulla banchina e sulle rive.
- 89. Due dipinti alti.
- 90. Paesaggio marino con alba, tela realizzata per il gabinetto di M. le Comte de Vance.
- 91. Ritratto di Madame la Duchesse de Lauraguay, vestita da Cordelière, in pastello.
- 92. Sei piccoli dipinti di paesaggi marini e paesaggi, uno dell'alba, gli altri del tramonto e un clair de Lune, tutti con figure.
- 93. M. le Cardinal d'Uriny, ex nunzio in Francia, pastello su tela.
- 94. Ritratto di Madame la Comtesse de la Guiche, come Naiade, olio su tela.
- 95. Annibal Camoux, nato nel 1638, in olio dal vero, a Marsiglia, all'età di 112 anni, ora 118 anni, fresco e bello come si mostra nel suo ritratto. Parte di questi dipinti appartengono al pittore.[20]
- 96. Un dipinto per M. le Comte de Vance, che mostra un forte marino con diverse figure, con il sole che sembra tramontare nel mare, tela.

### Altro
- Ritratto di Philippe d'Orléans, reggente di Francia. Olio su tela, 133 x 90 cm. Firmato e datato in basso a destra "fecit par R. Vialy 1718".
- Ritratto di una giovane donna come Ebe. Olio su tela, 67 x 55 cm. Firmato e datato in basso a sinistra "LR Vialj pinxit / 1753". Venduto a Parigi, hôtel Drouot, Piasa, 22 giugno 2007, lotto. 97.
- Presunto ritratto di madame de Musset. Pastello, 58,5 x 47,5 cm. Firmato e datato 1751 in basso a destra. Venduto a Parigi, hôtel Drouot, 17 giugno 2005, lotto. 80.
- Ritratto di un uomo in blu, chiamato Autoritratto (Neil Jeffarès). Pastello, 46 x 38 cm. Firmato e datato in basso a sinistra: « Vialy pinxit 1742 ». All'asta a Lille, Mercier & Cie, 15 dicembre 2001, lotto. 358 (non acquistato); venduto a Parigi, May Duhamel & Associés, 6 giugno 2004, lotto. 296.
- Ritratto di Joseph Vernet, pittore. Pastello, datato e firmato "LR Vialj / pinxit / 1752". Parigi, museo della marina.